# 벨라돈나풀
벨라돈나풀(학명: Atropa belladonna)은 가지과에 속하는 여러해살이 초본 식물로, 유럽 및 북아프리카, 서남아시아가 원산이다. 잎과 열매는 트로판 알칼로이드 성분을 포함하여 매우 유독하다. 이들 독은 섬망이나 환각 상태를 유발하는 스코폴라민과 히오시아민을 포함하며, 추출하여 항콜린제로 사용되기도 한다. 마약 아트로핀도 벨라돈나풀에서 비롯된 것이다.
오래전부터 약용으로, 화장품으로, 독약으로도 사용되었다. 중세 이전에는 수술용 마취제로 쓰였으며, 고대 로마인들은 독약으로(특히 아우구스투스의 왕비나 클라우디우스의 왕비가 독살용으로 사용한 것이 유명하다), 이보다 이전에는 화살촉에 바르는 독으로 썼다. 속명의 사리풀(Atropa)는 그리스 신화에서 생사를 맡아보는 파르카 세 여신 중 막내인 아트로포스에서 따온 말이고, 벨라돈나(bella-donna)라는 이름은 이탈리아어로 "아름다운 여인"이라는 뜻이다.

## 특징

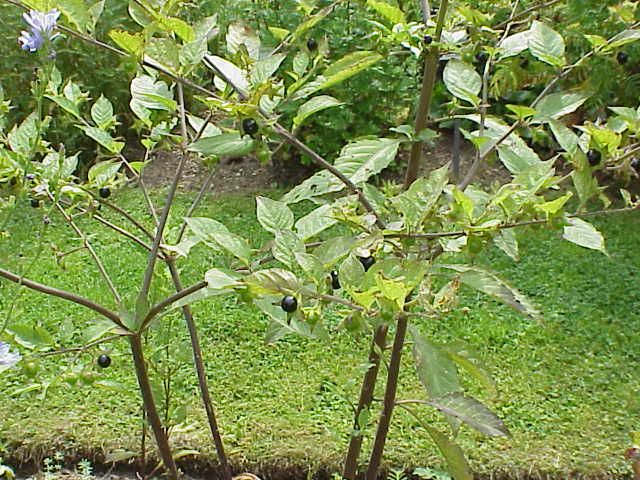
벨라돈나풀(Atropa belladonna)

벨라돈나풀은 육질의 뿌리줄기에서 나는 덤불성 여러해살이 풀이다. 아관목(떨기나무와 풀의 중간)처럼 빽빽한 덤불을 이루며 1.5m 높이까지 자란다. 잎은 18 cm 정도 길이의 달걀형이다. 갈라진 가지나 잎 사이에서 늘어진 큰 종 모양의 꽃이 피는데, 빛깔은 티리언 퍼플이라 불리는 푸른빛이 도는 자주색이며 엷은 향이 난다. 열매는 장과(물열매)로 익으면 광택이 나는 검은색이 된다. 대개 지름은 1 cm 정도이다. 열매는 단 맛이 나는데, 독성 알칼로이드가 있음에도 불구하고 동물들이 열매를 먹고 분비물을 통해 멀리 흩뿌려준다.
관상용으로는 잘 쓰이지 않으나 다 자란 것은 크고 곧게 자라는 습성과 화려한 열매 덕분에 쓰기도 한다.

## 독성
벨라돈나풀은 독성이 강하기로 유명한 식물이다. 뿌리나 잎 등 식물의 모든 부분이 트로판계 알칼로이드를 포함하고 있다.